# ردعان (جحانة)

تعديل مصدري - تعديل

ردعان هي إحدى قرى عزلة اليمانية السفلى بمديرية جحانة التابعة لمحافظة صنعاء، بلغ تعداد سكانها 901 نسمة حسب تعداد اليمن لعام 2004.